# Delphinium cashmerianum
Delphinium cashmerianum är en ranunkelväxtart som beskrevs av John Forbes Royle. Delphinium cashmerianum ingår i släktet storriddarsporrar, och familjen ranunkelväxter. Inga underarter finns listade i Catalogue of Life.